# Handball-Landesliga Bayern 1998/99
Die Handball-Landesliga Bayern 1998/99 wurde unter dem Dach des „Bayerischen Handballverbandes“ (BHV) organisiert und war hinter der Bayernliga als fünfthöchste Liga im deutschen Ligensystem eingestuft.

## Saisonverlauf
Meister der Verbandsliga Nord wurde der BSV 1898 Bayreuth und Meister der Südgruppe war der TSV Landsberg. Beide Clubs waren damit auch direkt für die Bayernliga 1999/2000 qualifiziert. Die Aufstiegsrelegation gewann der VfB Forchheim, der als dritter Aufsteiger nachrückte.

### Modus
Die in Gruppe Nord und Süd eingeteilte Liga bestand aus je zwölf Mannschaften. Es wurde eine Hin- und Rückrunde gespielt. Platz eins jeder Gruppe war Staffelsieger und Direktaufsteiger in die Bayernliga. Die zweiten Plätze spielten in einer Relegation den dritten Aufsteiger aus. Die Platzierungen zehn bis zwölf jeder Gruppe waren Direktabsteiger.

## Teilnehmer
Nicht mehr dabei waren die Aufsteiger der Vorsaison TSV 1860 Ansbach, TSV Ottobeuren, HG Erlangen II und je drei Absteiger aus der Nord- und Südgruppe. Neu dabei waren die Absteiger aus der Bayernliga TSV Aichach, TSV Landsberg, BSV 98 Bayreuth. Dazu kamen sechs Aufsteiger aus den Bezirksligen. 
Gruppe Nord

1. BSV 1898 Bayreuth
 
2. VfB Forchheim

Bereich des „Bayer. Handballverbandes“ (BHV)

- (A) Absteiger aus der Bayernliga war der
 BSV 98 Bayreuth

Gruppe Süd

1. TSV Landsberg

2. 
- (A) Absteiger aus der Bayernliga waren
 TSV Aichach, TSV Landsberg

### Aufstiegsrelegation
Die Relegation gewann der VfB Forchheim